# Federico de Castro y Fernández
Federico de Castro Fernández (Almería, 30 de diciembre de 1834 - Huelva, 10 de abril de 1903) fue un académico y filósofo español, uno de los últimos representantes del krausismo español, además de un destacado bibliófilo.

## Biografía
Era hijo de José de Castro, capitán de infantería, y Mª Carmen Fernández y Gálavez. Ingresó en el bachillerato a los nueve años en el Colegio de San Alberto de Sevilla, concluyéndolo en Filosofía. En 1850 comienza su carrera de Derecho para continuar la de Filosofía y Teología, donde las terminó en Madrid. Compagina su labor docente con la investigación y defiende en 1861 en Madrid su tesis doctoral. Ese mismo año obtiene la cátedra de Metafísica de la Universidad de Sevilla, aunque tiempo más tarde también obtiene la cátedra de Historia de España y de Historia Crítica de España.
Impartió retórica en Logroño y Lógica en el Instituto de Educación Secundaria de Huelva. Catedrático de metafísica, rector de la Universidad de Sevilla, fundador del Ateneo Hispalense, de la Revista mensual de Filosofía, Literatura y Ciencia, y de otras muchas instituciones culturales. Participó además en la fundación de la Biblioteca científico-literaria de Sevilla.
A pesar de que la mayoría de los krausistas viraron hacia el positivismo, Castro se mantuvo fiel a la metafísica panenteísta y a su analítica idealista, y para 1896 podía ser considerado como el único representante del krausismo en Sevilla. 
Pero no fue un mero divulgador del krausismo, sino que disintió en importantes aspectos doctrinales, inclinándose hacia una actitud más empirista.
Falleció el 10 de abril de 1903 "junto a su mesa de trabajo y teniendo por almohada los últimos boletines de la Real Academia de la Historia". Cuentan las crónicas de la época que debido al gran aprecio que le tenían, sus “alumnos se disputaron el honor de llevar su féretro desde la casa mortuoria hasta el cementerio de San Fernando”.[cita requerida]
De Castro fue uno de los máximos exponentes del krausismo en España.

## Obras
- El progreso interno de la razón, tesis doctoral, 1861.
- Resumen de las principales cuestiones de Metafísica. Analítica. 1ª Parte, Sevilla, 1868.
- Cervantes y la Filosofía española, Sevilla, 1870.
- Nueva biografía del Doctor Don Antonnio Xavier Pérez y López (1736-1792) con un breve estudio sobre su sistema filosófico, 1873-74.
- Ensayo de un programa razonado de Metafísica. Sevilla, 1879.
- Metafísica. Ensayo. T I. Propedéutica, 1879.
- Metafísica T II. Análisis. Sevilla 1890.
- "Filosofía regional" (¿La Filosofía andaluza?). (Discurso de apertura del curso 1891-92 en la Universidad Literaria de Sevilla).
- Preparación para el estudio de la Metafísica (B.I.L.E., 1896)
- Positivismo (Id., n.º 20, 1896 )
- El monismo filosófico (Id. n.º 21, 1897)
- Las escuelas visigodas (Id. n.º 22, 1898).
- La filosofía de Krause (Idem, 57, 1933)
- Reseña de la Exposición Histórico-crítica de los Sistemas Filosóficos modernos y verdaderos principios de la Ciencia de Patricio Azcárate, Madrid, 1862.
- Nueva traducción de La fuente de la vida de Ibn Gabirol (Aven-cebrol) (sic), desde el texto latino de Juan Hispano y Domingo González (Madrid, s/f).